# Abitusavis lii
Abitusavis lii (Янорніс) — викопний вид птахів ряду Yanornithiformes родини Songlingornithidae, що мешкав у ранньому крейдяному періоді (120 млн років тому).

## Історія відкриття
Скам'янілості птаха були знайдені у 2002 році в пластах формації Цзюфотан з провінції Ляонін, Китай. Зразок складається з майже цілісного скелета стиснутого пластинами. Збереглися залишки оперення. У череві були виявлені рибні рештки. У 2004 році було знайдено ще один майже повний скелет. Обидва зразки спершу були віднесені до Yanornis martini. Пізніше було зроблено висновок, що це окремий таксон. У 2020 році на основі решток описано новий вид Abiusavis lii. Назва роду — це поєднання латинського abitus — «політ», та avis — «птах». Видове позначення вшановує загиблого таксидерміста Лі Ютона.